# The Ataris
The Ataris est un groupe américain de punk rock, originaire d'Anderson, dans l'Indiana.

## Historique

### Débuts (1995–2004)
Peu après sa création en 1995, le groupe comprend un chanteur, un compositeur et deux guitaristes. Ils écrivent et enregistrent leurs premières démos dans la chambre de Kris à l'aide d'un magnétophone à bande. C'est en 1996 que le groupe prend un tournant décisif lorsque Kris arrive à faire passer une démo du groupe à Joe Escalante, fondateur de The Vandals au début de 1997. The Vandals, propriétaires de leur propre label, Kung Fu Records, ne mettent que quelques semaines à contacter Kris pour lui proposer d'enregistrer. Kung Fu Records, encore à la recherche d'un batteur pour The Ataris, va faire écouter la démo à plusieurs batteurs, et c'est finalement Derrick Plourde (ex-Lagwagon) qui retiendra l'attention de Kris.
Le premier album des Ataris, Anywhere but Here, est bouclé en moins d'une semaine et sort le 29 avril 1997 (date américaine). Le groupe marquera la sortie de cet album par un concert le 2 mai à Indianapolis, chez Missing Link Records. L'album retient l'attention de Fat Mike, dirigeant du label Fat Wreck Chords. The Ataris signe avec enthousiasme à Fat Wreck et publie un EP, Look Forward to Failure, produit par plusieurs membres des Descendents. Au début de 1999, le groupe publie son deuxième album, Blue Skies, Broken Hearts... Next 12 Exits. Après la sortie de l'album, ils tournent avec MxPx, Blink-182, et Homegrown avant de publier Let It Burn en 2000. End is Forever suit en 2001, avant la sortie de l'album So Long, Astoria chez la major Columbia Records. L'album fait participer le nouveau guitariste John Collura. Une performance scénique au Metro suit en février 2004.

### Welcome the Night(2005–2007)
Après le départ de Kris en Californie et une période difficile, le groupe gagne peu à peu en crédibilité et devient célèbre, doucement mais sûrement. S'ensuivent plusieurs albums, jusqu'en juin 2006 où le groupe annonce ne plus vouloir travailler avec Columbia Records. En novembre 2006, The Ataris lancent leur propre label, Isola Recordings, distribué par Sanctuary Records et RED Distribution, et annoncent le même jour la sortie de leur album Welcome the Night (20 février 2007), après quoi le groupe part en tournée aux États-Unis et en Europe. Cinq membres y participent, Bob Hoag et Angus Cooke ne jouant qu'exceptionnellement. Welcome the Night fait son entrée en 85e position dans les charts, avec pas moins de 10 000 exemplaires écoulés.
Le 9 avril 2009, une nouvelle démo intitulée All Souls Day, ainsi qu'une version acoustique de Rachel Song, sont mises en ligne sur le site web officiel du groupe. Kristopher Roe confirme que le 6e album de la formation comportera aussi une nouvelle édition de leur pièce Fast Time at Dropout High, chanson ayant paru sur End is Forever et de The Night that Lights Went Out in NYC préalablement sorti sur la trame sonore du film Spiderman 2. La sortie est prévue pour la fin de l'été 2009.

### Nouveaux albums (depuis 2008)

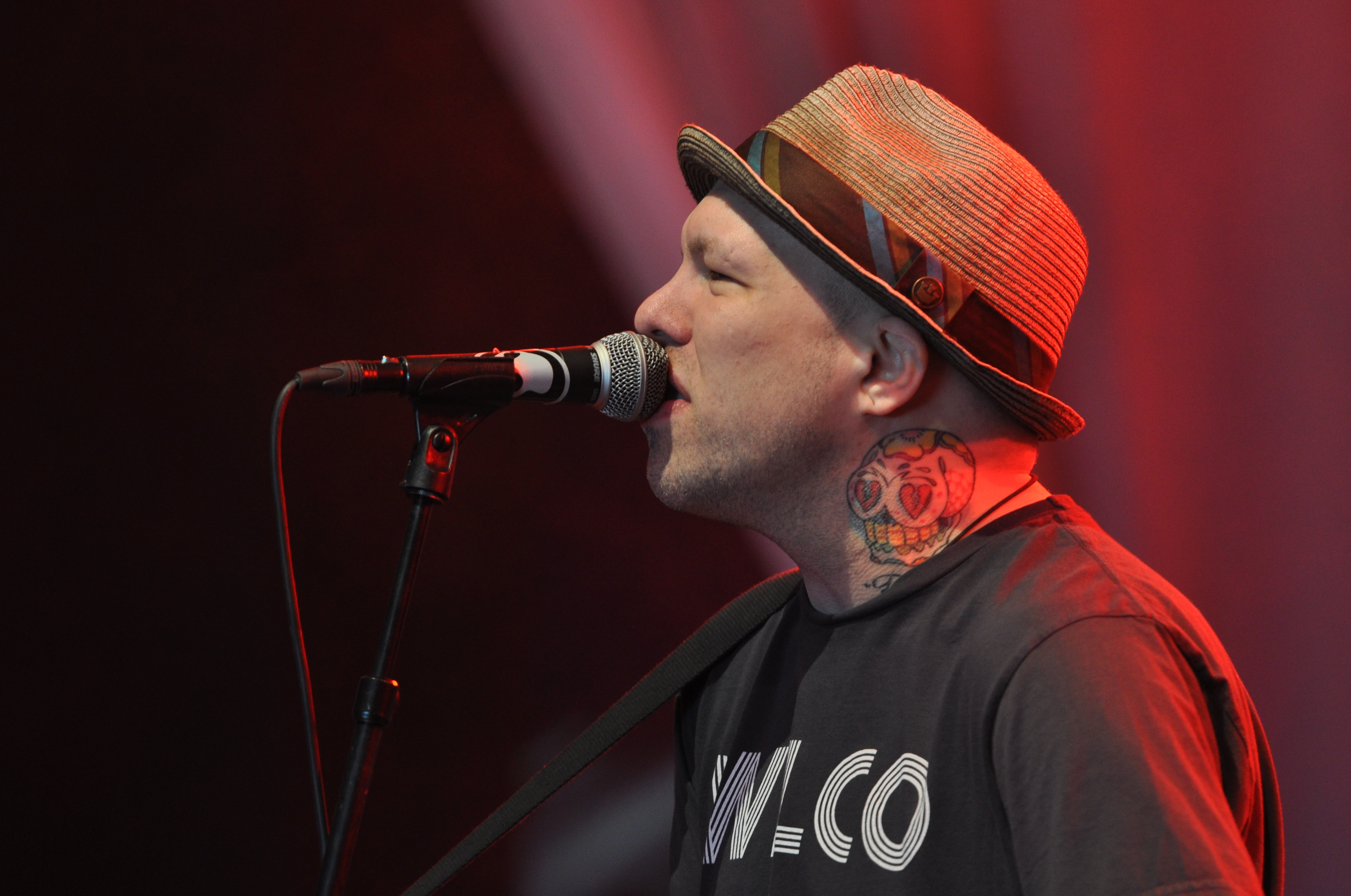
Kris Roe, Groezrock en 2013.

En 2010, un EP deux titres, All Souls' Day and the Graveyard of the Atlantic est publié au label Paper + Plastick. En 2012, le groupe publie l'EP quatre titres The Graveyard of the Atlantic. En 2013, The Ataris commence une tournée nord-américaine avec Kris Roe au chant et les anciens membres John Collura, Mike Davenport, et Chris Knapp pour célébrer les dix ans de l'album So Long, Astoria.
En 2016, le groupe publie l'EP six titres October in This Railroad Earth sur Bandcamp. Un second EP, October in This Railroad Earth, est publié cette même année.

## Style musical
The Ataris est catégorisé pop punk,,, emo,,, punk rock et skate punk.

## Membres

### Membres actuels
- Kristopher Roe – chant, guitare (depuis 1995)

### Anciens membres
- John Collura - guitare, piano (2001-2008)
- Paul Carabello - guitare, voix secondaire, percussions (2005-2008)
- Sean Hansen - basse (2005-2008)
- Shane Chickeles - batterie (2005-2008)
- Jasin Thomason - guitare (1996-1997)
- Marko 72 - basse (1997)
- Derrick Plourde - percussions (1996-1997)
- Patrick Riley - guitare (1998-1999)
- Marco Peña - guitare (1999-2001)
- Mike Davenport - basse (1998-2005)
- Chris Knapp - percussions (1999-2005)
- Chris Swinney – guitare
- Jake Dwiggins – percussions
- Bryan Nelson – basse (2008–2016)
- Thomas Holst – guitare solo (2011–2016)
- Nick Turner - batterie (2015–2016)
- Erik Perkins – batterie (2013–2015)
- Dustin Phillips – batterie (2016)

## Discographie

### Albums studio
- 1997 : Anywhere but Here
- 1997 : Blue Skies, Broken Hearts... Next 12 Exits
- 2001 : End Is Forever
- 2003 : So Long, Astoria
- 2007 : Welcome the Night

### Apparitions
- The Night The Lights Went Out In NYC (tirée de la bande originale de Spiderman 2)
- Christmas Card from a Hooker In Minneapolis
- The Radio Still Sucks (tirée de Short Music for Short People - une version remixée est utilisée dans une publicité pour iTunes)
- Looking Back on Today (acoustique) (apparue dans la compilation Warped Tour 2003)
- Eight of Nine (acoustique) (apparue dans Punk Goes Acoustic)
- Heaven is Falling (chanson pacifiste de Bad Religion, tirée de l'album Rock Against Bush: Vol 1)
- Carnage
- Pretty Pathetic
- Let it Burn
- I'll Remember You
- On With the Show
- Teenage Riot
- Rock and Roll High School (apparue sur le disque bonus de A Tribute to the Ramones)
- Butterfly (apparue sur Rock Music: A Tribute to Weezer)
- Science Fiction/Double Feature (apparue sur Rocky Horror Punk Rock Show)